# Bleekgele vezelkop
De bleekgele vezelkop (Inocybe ochroalba) is een schimmel behorend tot de familie Inocybaceae. Hij vormt ectomycorrhiza met naaldbomen als dennen en fijnspar. Hij komt gewoonlijk voor in groepjes, meer zelden solitair, in loof- en naaldbossen. Hij gedijt langs onverharde paden op kalkrijke bodem.

## Kenmerken

### Uiterlijke kenmerken
Hoed
De hoed heeft een diameter van 10 tot 30 (-40) mm. De vorm is bij jonge vruchtlichamen conisch tot hemisferisch. Later wordt hij convex tot campanulaat en ten slotte uitspreidend met een kleine stompe umbo. Het hoedoppervlak korrelig tot schubbig in het centrum. Naar de rand toe is de hoed gespleten om aangedrukte vezelige schubben te vormen. De hoedrand lange tijd ingebogen. De kleur is effen tot wat wit vezelig.
Lamellen
De lamellen zijn breed, jong lichtoker, later okerbruin soms met een lichte olijftint.
Steel
De steel is 20 tot 40 (-50) mm lang en 3 tot 6 mm dik. De vorm van de steel is cilindrisch en aan de basis soms iets verbreed. Het steeloppervlak is bij jonge exemplaren wit en wordt later okerbruin tot lichtoranje-oker.
Geur en smaak
De geur is zwak spermatisch en de smaak is mild.

### Microscopische kenmerken
De basidia zijn 4-sporig en zelden 2-sporig. De gladde basidiosporen van de holotype meten 7,8–9,3 × 4,7–5,5 µm. Het Q-getal is 1,6 tot 1,9 (Q-avg. 1,6). Pleurocystidia meten 38 tot 56 × 13–19 µm. De vorm is (sub)clavaat tot (sub)fusiform en aan de top bevinden zich meestal kristallen. De wand heeft een dikte van 3-3,5 µm. Met 3% KOH kleurt het bleek geel/groenig. De cheilocystidia zien er vergelijkbaar uit. Over de caulocystidia is niets bekend. 
Morfologisch- en DNA-onderzoek toont aan Inocybe ochroalba en Inocybe subalbidodisca zeer gelijkwaardig zijn en daardoor als synoniem kan worden gezien. Deze opvatting wordt (nog) niet ondersteund door Index Fungorum, die deze soorten nog als zelfstandig ziet (peildatum april 2024).

## Verspreiding
De bleekgele vezelkop komt in Nederland matig algemeen voor. Hij staat op de rode lijst in de categorie 'Kwetsbaar'.